# Reserva Biológica do Bosque Nuboso de Monteverde

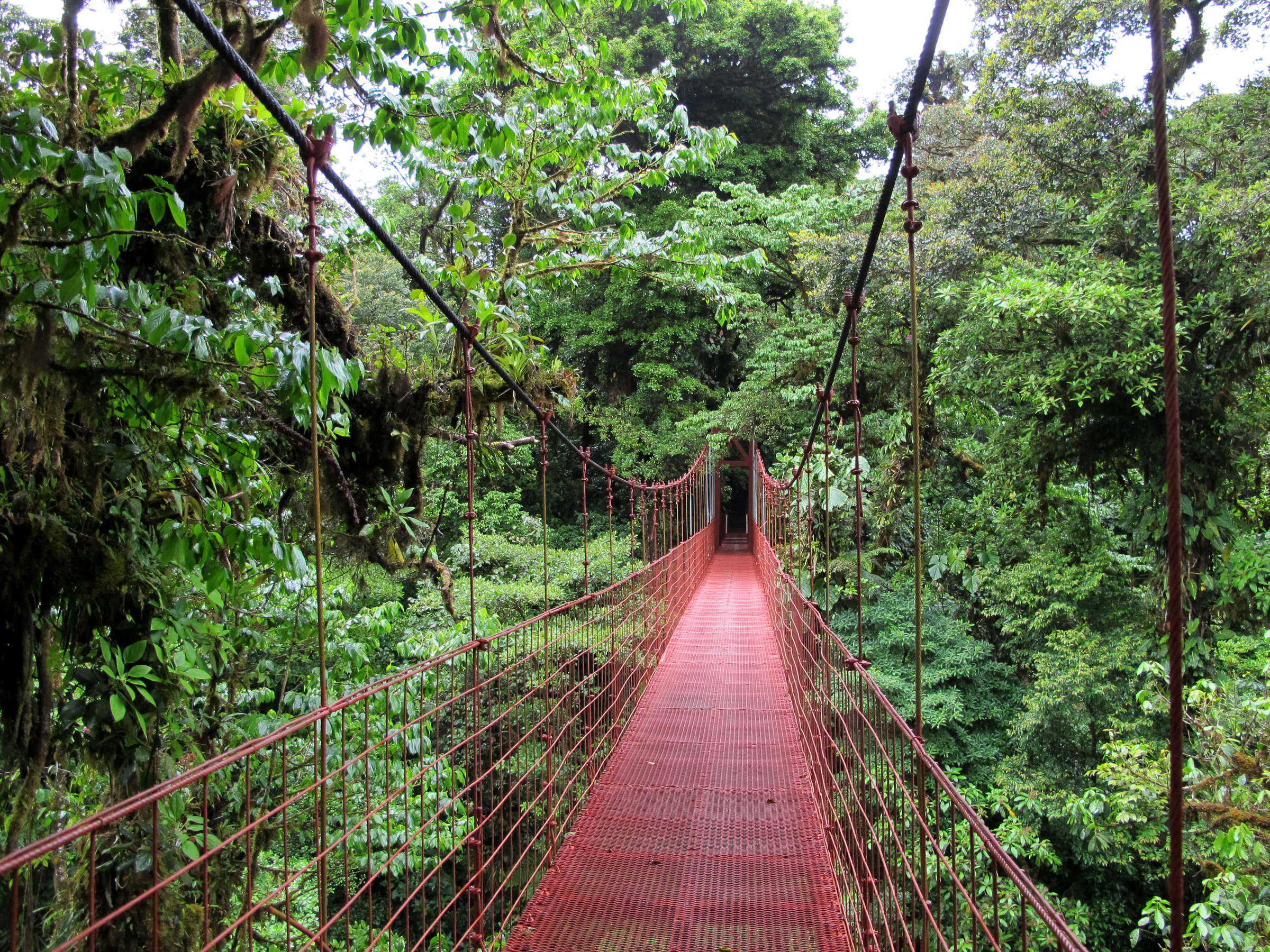
Ponte suspensa na Reserva Florestal Nublada de Monteverde.

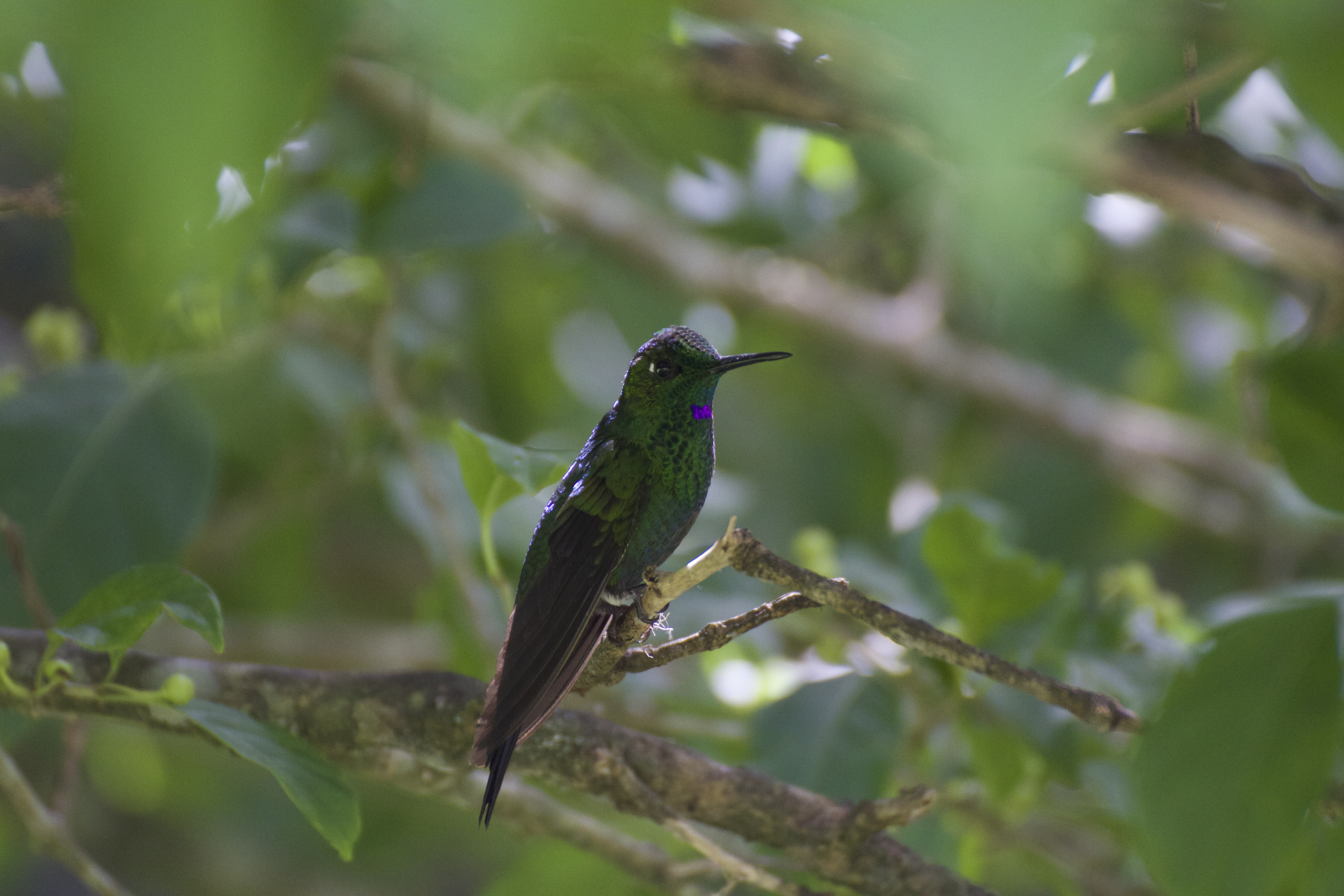
Brilhante de coroa verde na Reserva Biológica do Bosque Nublada de Monteverde

A Reserva Biológica do Bosque Nuboso de Monteverde é uma reserva privada situada na Costa Rica ao longo da serra de Tilarán, entre as províncias de Puntarenas e Alajuela.
Seu nome se deve à cidade vizinha de Monteverde e foi criada em 1972. A reserva é composta por mais de dez mil e quinhentos hectares de mata atlântica, e recebe cerca de setenta mil visitantes por ano. Possui seis zonas ecológicas, noventa por cento das quais são de mata virgem.
Desde então, cientistas e turistas encontraram uma biodiversidade muito alta na reserva, composta por mais de duas mil e quinhentas espécies de plantas (incluindo centenas de espécies de orquídeas concentradas em um só lugar), cem espécies de mamíferos, quatrocentas  espécies de aves, cento e vinte espécies de répteis e anfíbios, e milhares de insetos.